# Перепись населения Таджикистана (2010)
Перепись населения Таджикистана 2010 года прошла с 21 по 30 сентября 2010 года.
Предыдущая перепись населения в Таджикистане проводилась в 2000 году. 1 августа 2005 года Правительство Таджикистана приняло постановление «О подготовке и проведении переписи населения Республики Таджикистан в 2010 году». С 15 по 24 октября 2008 года была проведена пробная перепись в городе Рогуне.
29 августа был издан указ президента Таджикистана о проведении переписи населения и жилищного фонда в период с 21 по 30 сентября 2010 года. Перепись прошла в установленные законом сроки. С 3 по 5 октября 2010 года проводился выборочный контрольный обход 10 % жилых помещений в пределах каждого счётного участка.
Автоматизированная обработка переписных бланков была проведена с использованием технологий и решений компании ABBYY.
Предварительные итоги переписи были опубликованы Статистическим агентством Таджикистана 23 мая 2011 года. Был зафиксирован рост населения на 1,5 млн человек или на 23%.

## Основные итоги

### Численность населения
Численность населения по административным единицам 1-го порядка, тыс. чел.
|                                    | 2000 | 2010 | 2010 к 2000, % |
| ---------------------------------- | ---- | ---- | -------------- |
| Таджикистан                        | 6127 | 7565 | +23 %          |
| Горно-Бадахшанская АО              | 206  | 206  | -0,07 %        |
| Согдийская область                 | 1872 | 2237 | +19 %          |
| Хатлонская область                 | 2150 | 2676 | +24 %          |
| г. Душанбе                         | 562  | 724  | +29 %          |
| Районы республиканского подчинения | 1337 | 1722 | +29 %          |

### Национальный состав
Численность населения по основным национальностям, тыс. чел.
|          | 2000   | 2010   | 2010 к 2000, % |
| -------- | ------ | ------ | -------------- |
| Таджики  | 4898,4 | 6373,8 | +30,1 %        |
| Узбеки   | 936,7  | 926,3  | -1,1 %         |
| Лакайцы  | 51,0   | 65,6   | +28,5 %        |
| Киргизы  | 65,5   | 60,7   | -7,3 %         |
| Конграты | 15,1   | 38,1   | +152 %         |
| Русские  | 68,2   | 34,8   | -48,9 %        |
| Туркмены | 20,3   | 15,2   | -25,2 %        |
| Дурмены  | 3,5    | 7,6    | +117 %         |
| Катаганы | 4,9    | 7,6    | +55,5 %        |
| Татары   | 18,9   | 6,5    | -65,7 %        |
| Барлосы  | 3,7    | 5,3    | +40,8 %        |
| Арабы    | 14,5   | 4,2    | -71,0 %        |
| Юзы      | 1,1    | 3,8    | +261 %         |
| Афганцы  | 4,7    | 3,7    | -21,8 %        |
| Цыгане   | 4,2    | 2,3    | -45,1 %        |
| Турки    | 0,7    | 1,4    | +102 %         |
| Украинцы | 3,8    | 1,1    | -71,2 %        |